# 曼努埃尔·乌鲁蒂亚·列奥
曼努埃尔·乌鲁蒂亚·列奥（西班牙語：Manuel Urrutia Lleó，1901年12月8日—1981年7月5日）是古巴政治家、古巴总统，1959年因反對菲德爾·卡斯特羅而辞职並流亡美國。